# Букль-дю-Мухун
Буклі-ду-Мухун (фр. Boucle du Mouhoun) - область на північному заході Буркіна-Фасо.
- Адміністративний центр - місто Дедугу.
- Площа - 34479 км², населення - 1434847 чоловік (2006).

## Географія
На північному сході межує з Північною областю, на південному сході з Західно-Центральною областю, на півдні з Верхніми Басейнами, на північному заході з Малі.

## Населення
Область Букле-ду-Мухун населена переважно народностями сенан і бваба, які сповідують іслам.

## Адміністративний поділ
Чинний губернатор - Тембай Паскаль Бенон. В адміністративному відношенні область поділяється на 6 провінцій:
| № | Провінція | Адм. центр | Населення, чол. (2006) |
| - | --------- | ---------- | ---------------------- |
| 1 | Бале      | Боромо     | 213897                 |
| 2 | Банва     | Солензо    | 267934                 |
| 3 | Коссі     | Нуна       | 272223                 |
| 4 | Мухун     | Дедугу     | 298008                 |
| 5 | Наяла     | Тома       | 162869                 |
| 6 | Суру      | Туган      | 219826                 |

## Економіка
В області добувають золото, боксити і алмази. Більшість населення зайнято в сільському господарстві.